# 나주북초등학교
나주북초등학교는 대한민국 전라남도 나주시에 있는 공립 초등학교이다.

## 학교 연혁
- 1964. 11. 30 나주중앙국민학교 청동분교로 설립인가
- 1966. 10. 01 나주북국민학교로 독립인가
- 1966. 10. 01 10학급 편성 인가
- 1967. 03. 16 초대 교장 김기동 취임
- 1987. 03. 05 병설 유치원 개원(1학급)
- 1996. 03. 01 나주북초등학교로 개명
- 2002. 01. 01 농어촌 진흥교육학교 지정
- 2006. 03. 01~2008. 02. 29 도지정 연구학교 지정(문화유산)
- 2009. 03. 01 교원 능력평가 개발 연구학교(도지정)
- 2010. 03. 01 제15대 김봉식 교장 부임
- 2010. 12. 17 시범 무지개 학교 선정
- 2012. 02. 18 제44회 졸업(졸업생 총 2,277명)
- 2013. 02. 15 제45회 졸업(졸업생 총 2,291명)
- 2013. 03. 01 제16대 안호경 교장 부임
- 2013. 10. 07 교실증축공사 준공식
- 2015. 02. 13 제47회 졸업(졸업생 총 2,314명)
- 2017. 03. 01 제17대 송병화 교장 부임

## 참고 자료
- 나주북초등학교 - 한국교육학술정보원 학교알리미